# شارنهورشت (نیدرزاکسن)
شارنهورشت (به آلمانی: Scharnhorst) یک منطقهٔ مسکونی در آلمان است که در اشده واقع شده‌است. شارنهورشت ۶۷۹ نفر جمعیت دارد.